# Třinec
Třinec, polnisch Trzyniec (Ausspracheⓘ, deutsch Trzynietz, auch Trzenietz) ist eine Statutarstadt in der Mährisch-Schlesischen Region in Tschechien. Die in 306 m ü. M an der Einmündung der Tyra in die Olsa gelegene Industriestadt beherbergt Stahlindustrie und Lebensmittelbetriebe. Třinec liegt an der Grenze zu Polen und besitzt im Ortsteil Horní Líštná einen Grenzübergang nach Leszna Górna.

## Geschichte

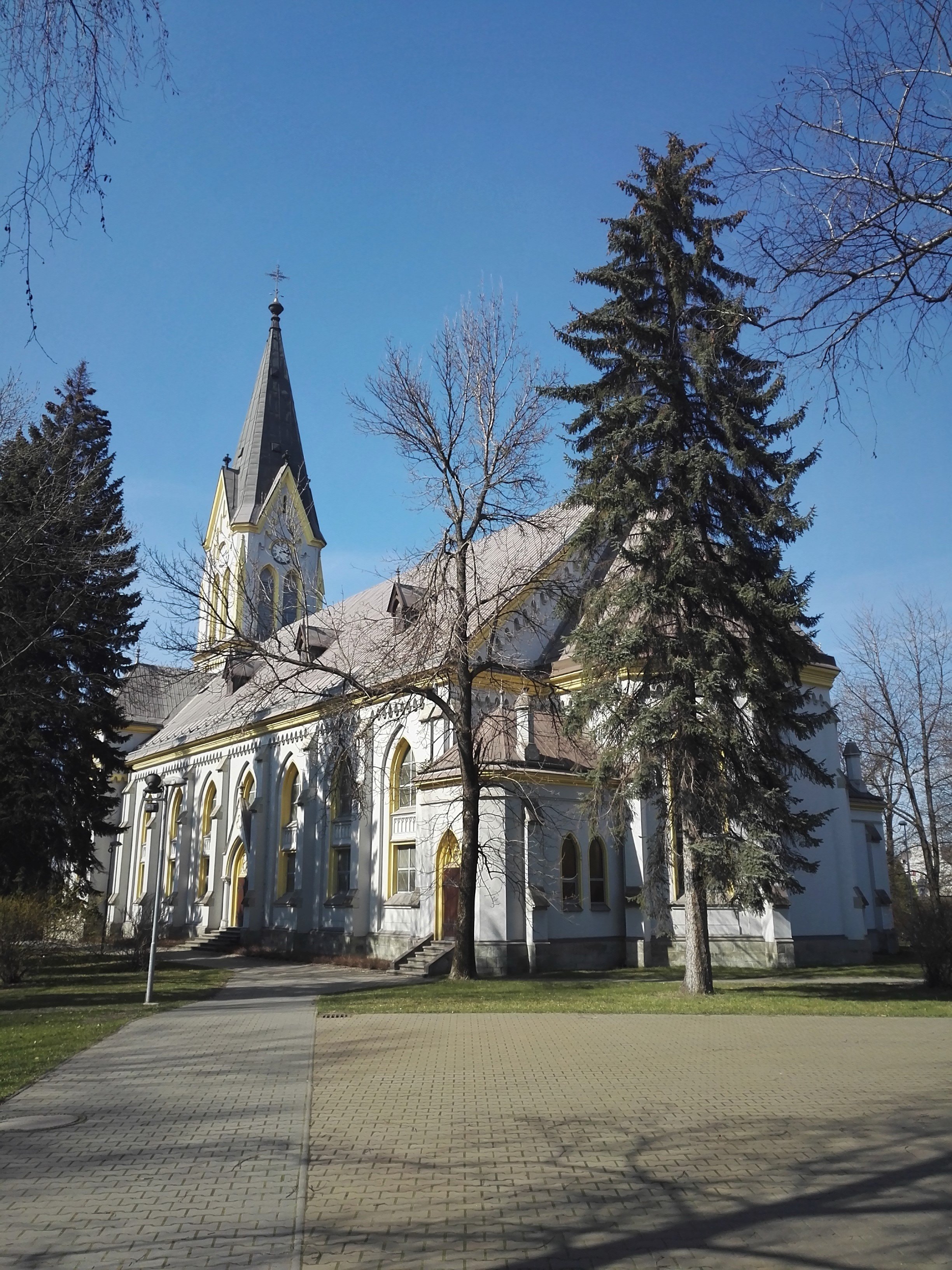
Evangelische Kirche in Třinec

Die erste urkundliche Erwähnung stammt aus dem Jahr 1444. Der Ortsname ist topographischer Herkunft, in den Teschener Mundarten bedeuten die Wörter (s)trzena/trzyna bzw. trzcena Schilfrohr (polnisch trzcina, tschechisch rákos).
Noch in der ersten Hälfte des 19. Jahrhunderts gehörte es zu landwirtschaftlich geprägten Orten, die zur Teschener Kammer der Habsburger gehörten.
Die große Wende kam, als 1839 die Trzynietzer Eisenwerke gegründet wurden. Reiche Erzvorkommen, genügend Wasserenergie sowie unerschöpfliche Holzreserven in den Mährisch-Schlesischen Beskiden waren vorhanden. Deshalb hatte die Teschener Kammer dem Eigentümer, Erzherzog Karl von Österreich-Teschen, den Bau von Eisenwerken empfohlen.
Die katholische Kirche St. Albrecht wurde im Jahre 1885 und die evangelische Kirche am 9. Juli 1899 eingeweiht.
Zum Stahlwerk gehörte während des Zweiten Weltkriegs ein Zwangsarbeitslager, genannt Internierungslager Trinec-Borek, als solches anerkannt von der Stiftung Erinnerung, Verantwortung und Zukunft. Die Dresdner Bank war damit verflochten; sie gewährte der Berg- und Hüttenwerks-Gesellschaft Karwin-Trzynietz AG einen Kredit von 442.275 Reichsmark für die Lieferung von Material an die Rumänische Staatsbahn.
In den Jahren 1956–1977 wurde im neuen Stadtteil Lyžbice das neue Zentrum der Stadt Třinec erbaut.

## Stadtgliederung
Zur Stadt Třinec gehören die Ortsteile:
- Český Puncov  (Punzau, älter Puntzen)
- Dolní Líštná (Nieder Lischna, früher Polnisch Lischna, auch Polnisch Lehsen)
- Guty (Gutty, älter Gutha)
- Horní Líštná (Ober Lischna, früher Deutsch Lischna)
- Kanada (Karninka)
- Karpentná (Karpentna)
- Kojkovice (Kojkowitz, Koykowitz)
- Konská (Konskau, Kontzkau)
- Lyžbice (Lischbitz)
- Nebory (Niebory, älter Neborowitz)
- Oldřichovice (Oldrzichowitz, älter Ulrichsdorf (1305))
- Osůvky (Osuwka)
- Staré Město (Altstadt)
- Tyra (Tyrra)

## Partnerstädte
- Bielsko-Biała, Polen

## Wirtschaft und Infrastruktur

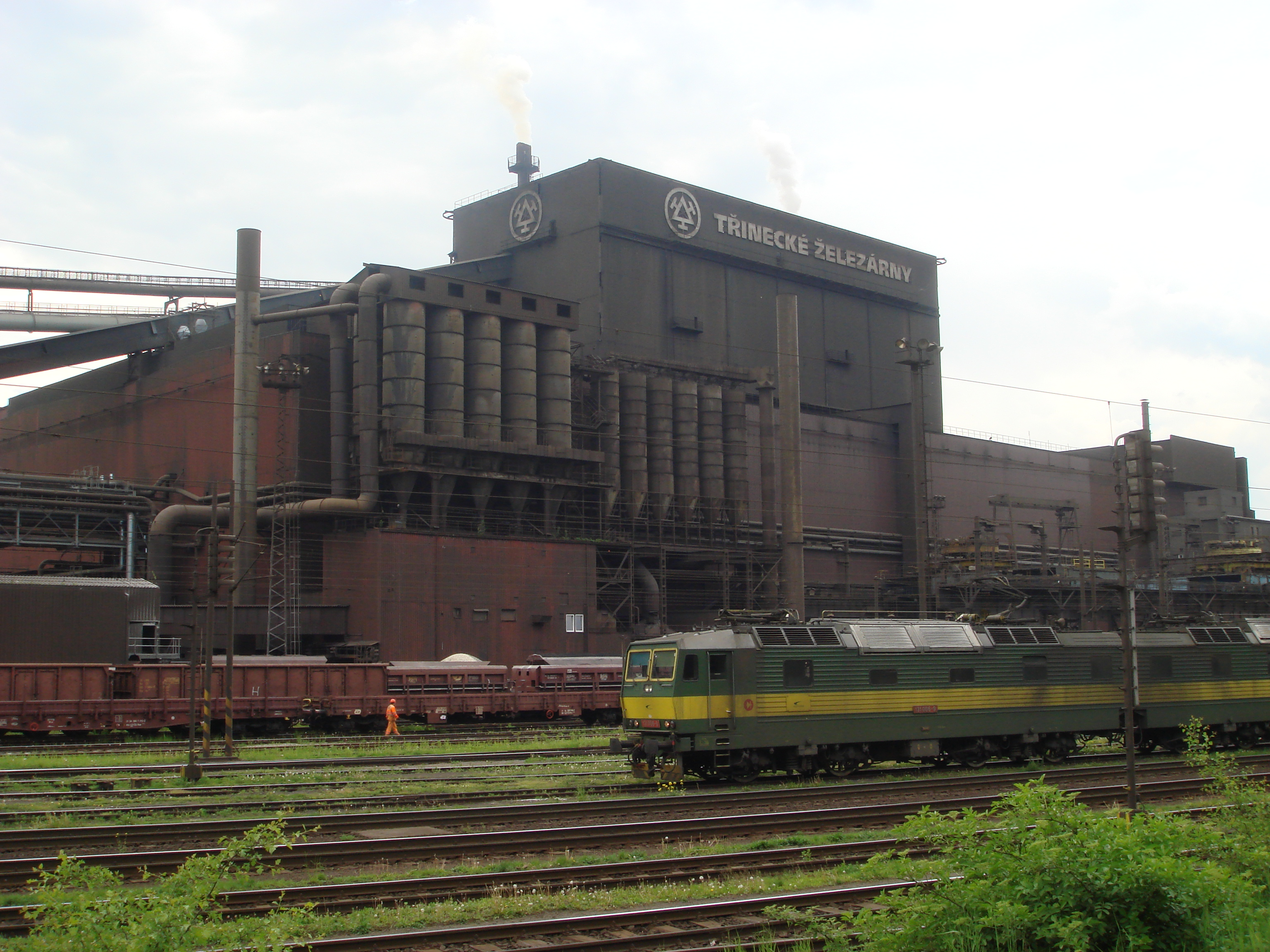
Stahlwerk

Třinec ist ein wichtiges Zentrum der Stahlindustrie. Im Jahre 1839 wurden die Třinecké železárny (Trzynietzer Stahlwerke) gegründet. Bedeutend für die weitere Entwicklung der Stadt war der Bau der Kaschau-Oderberger Bahn 1871, die Třinec mit wichtigen Erzlagern in der Slowakei verband und den Transport von Kohle aus Karviná ermöglichte. Heute befindet sich hier ein Drittel der tschechischen Stahlproduktion.
Durch Třinec führt die Europastraße 75, die wenige Kilometer nördlich in die Europastraße 462 mündet.

## Sport
- FK Třinec, Fußball
- HC Oceláři Třinec, Eishockey
- FBC Intevo Třinec, Unihockey

## Persönlichkeiten
- Josef Slíva (1898–?), Eiskunstläufer
- Herbert Ulrich (1921–2002), Eishockeyspieler und -trainer
- Tadeáš Kraus (1932–2018), Fußballspieler
- Eva Kiedroňová (* 1963), Autorin von Fachpublikationen
- Karel Kula (* 1963), Fußballspieler
- Miroslav Broda (* 1964), Tischtennisspieler
- Vladislav Broda (* 1964), Tischtennisspieler
- Petr Pravec (* 1967), Astronom
- Tomáš Anzari (* 1970), Tennisspieler
- René Twardzik (* 1970), Fußballspieler und Torwarttrainer
- Jana Cieslarová (* 1971), Orientierungsläuferin
- Edvard Lasota (* 1971), Fußballspieler
- Robert Šulgan (* 1975), Boxer
- Martin Zbončák (* 1975), Fußballspieler
- Martin Staszko (* 1976), Pokerspieler
- Martin Jinek (* 1979), Biochemiker
- Václav Svěrkoš (* 1983), Fußballspieler
- Tomáš Klus (* 1986), Liedermacher und Schauspieler
- Petr Wojnar (* 1989), Fußballspieler
- Dan Twardzik (* 1991), Fußballtorhüter
- Martina Dubovská (* 1992), Skirennläuferin
- Ewa Farna (* 1993), Pop/Rock-Sängerin
- Filip Twardzik (* 1993), Fußballspieler
- Patrik Twardzik (* 1993), Fußballspieler
- Krystyna Pyszková (* 1999), Model
- Viktor Byrtus (* 2001), Squashspieler
- Adam Gawlas (* 2002), Dartspieler
- Lake Malawi, Indie-Pop-Band